# Маленін (Поморське воєводство)
Маленін (пол. Malenin, нім. Mahlin) — село в Польщі, у гміні Тчев Тчевського повіту Поморського воєводства.
Населення — 372 особи (2011).
У 1975-1998 роках село належало до Гданського воєводства.

## Демографія
Демографічна структура станом на 31 березня 2011 року:
|          | Загалом | Допрацездатний вік | Працездатний вік | Постпрацездатний вік |
| -------- | ------- | ------------------ | ---------------- | -------------------- |
| Чоловіки | 180     | 47                 | 127              | 6                    |
| Жінки    | 192     | 53                 | 112              | 27                   |
| Разом    | 372     | 100                | 239              | 33                   |